# The Waves
The Waves, in het Nederlands vertaald als De Golven, is een roman van Virginia Woolf uit 1931. Velen beschouwen het als haar meest experimentele werk. Het bestaat uit monologen van de zes personages: Bernard, Susan, Rhoda, Neville, Jinny en Louis.
In dit boek beschrijft Woolf de levens van een groep vrienden, vanaf hun jeugd tot de middelbare leeftijd, in hun eigen woorden en gedachten. Tussen de gedachten van de verschillende karakters staan poëtische, sfeerbepalende passages, waarin een zeegezicht beschreven wordt met de opkomende en ondergaande zon, de kust en de brekende golven. Het is het meest poëtische werk van Virginia Woolf, waarin ze, nauwkeuriger dan in haar eerdere werken, het innerlijke wezen van het leven wilde weergeven.

## Inhoud
De roman beschrijft zes verschillende maar gelijktijdige levens. Virginia Woolf volgt hen in negen parallelle episoden van hun kindertijd tot op middelbare leeftijd. Deze perioden worden afgewisseld door cursief gedrukte, korte 'tussenspelen'. Elk van de zes personages kan herkend worden aan toon en onderwerp van hun woorden, maar het poëtische ritme van hun uitingen is gelijk. Ook delen ze bepaalde voorstellingen en emoties. Dat vormt een aanwijzing voor een gedeeld element in of patroon van hun bestaan, een typisch romantische gedachte. In het middelpunt staan fragmenten uit het leven van drie vrouwen en drie mannen vanaf hun gemeenschappelijke kindertijd tot op hogere leeftijd. De aan hen gewijde episoden worden tienmaal afgewisseld met cursief gedrukte, onpersoonlijke 'tussenspelen'. Deze beschrijven de impressies van een dag aan de kust, van een zomerse zonsopkomst tot een herfst- of winteravond. De korte tussenspelen waren volgens Woolf nodig 'als brug tussen de monologen, maar ook als achtergrond: de zee, de zielloze natuur, ik weet het niet'.
De overgang van de altijd weer zon, strand, tuin en huis beschrijvende 'tussenspelen' naar de 'episoden' van de personages levert een ritme van herhaling en verandering op. Dat ritme vervult de dag aan de kust, de seizoenswisselingen en het leven van de zes hoofdpersonen. Deze continuïteit wordt afgezet tegen de 'vergankelijke levensuren' van de personages. De 'episoden' uit het leven van de drie mannelijke (Bernard, Neville en Louis) en de drie vrouwelijke (Jinny, Rhoda en Susan) personages worden in de vorm van monologen verteld. De personages reageren niet echt op elkaar, maar praten langs elkaar heen.

## Plot
Het plot speelt een ondergeschikte rol in de roman. De handeling, gewoonlijk beschouwd als het centrale element van een roman, wordt emotieloos verteld, vaak in een zinsdeel in het midden van een alinea, zonder enige nadruk of commentaar. Dat maakt de roman lastig leesbaar. Virginia Woolf schreef: 'Ik schrijf naar een ritme, niet naar een plot' en noemde het een 'playpoem', een combinatie van een toneelstuk en een gedicht.

## Personages
Virginia Woolf baseerde haar personages op personen rondom haar; net zoals Bernard in het laatste deel van de roman creëerde ze fictieve biografieën om 'de karakters van onze vrienden' te beschrijven, zoals Bernard zegt. De vraag is in hoeverre er sprake is van verschillende personages, ieder persoon is op zijn minst beïnvloed door anderen. Woolf schreef in haar dagboek: Maar ik bedoelde dat we op een vage manier dezelfde persoon zijn en geen verschillende mensen. De zes personages moesten er één zijn. Ik word zelf oud - ik zal vijftig zijn volgend jaar; en ik voel steeds meer hoe lastig het is om jezelf te verzamelen in een Virginia; hoewel de unieke Virginia in wier lichaam ik op dit moment leef zeer vatbaar is voor allerlei soorten afzonderlijke gevoelens. Daarom wilde ik het gevoel van continuïteit oproepen.
Bernard is vriendelijk, romantisch en fantasierijk. Hij schrijft brieven in de stijl van Byron. Later trouwt hij en krijgt hij een zoon. Hij is de verhalenverteller, iemand die gelooft in de kracht van woorden. Daarom schrijft hij woorden alfabetisch geordend op in zijn notitieboekje, klaar voor toekomstig gebruik. Bernard lijkt deels op Desmond MacCarthy.
Neville wordt vanaf het begin geassocieerd met scherpe voorwerpen als scharen en messen die als metafoor fungeren voor zijn scherpzinnige en krachtige geest. Hij wordt een universitair docent, geacht vanwege zijn kennis intelligentie en zijn grote boekencollectie in zijn collegezaal. Neville bezit elementen van Lytton Strachey, maar af en toe ook van Duncan Grant.
Louis hekelt zijn burgerlijke afkomst en wil heel graag sociaal geaccepteerd worden. Hij is ambitieus en hecht grote waarde aan status en heerschappij als gevolg van zijn behoefte aan orde en controle. Zijn ascetisme strekt zich uit van zijn leidinggevende functie tot aan zijn poëtische activiteiten. Louis lijkt deels op haar man Leonard Woolf en deels op T.E. Eliot.
Susan wijdt zichzelf aan het natuurlijke en aardse. Ze richt haar leven cyclisch in, geleid door de seizoenen. Ze oogst en verwerkt fruit met haar warm en zorgend lichaam. Aan het eind van de roman raakt ze echter gedesillusioneerd door haar zichzelf herhalende rol. Dan zoekt ze bevrijding van haar natuurlijke vrouw-zijn. Susan drukt Woolfs eigen ambivalente gevoelens over de traditionele rol van vrouwen als moeder uit. Susan is een portret van haar zus Vanessa Bell.
Jenny is het tegengestelde van Susan, ze lijkt op een flakkerende vlam van uitbundigheid en vitaliteit, met haar refrein: 'Ik dans, ik golf' Ze fladdert door het leven en langs allerlei mannen, reagerend op erotische stimuli. Jinny lijkt deels op Kitty Maxse, model voor Mrs. Dalloway, en deels op Virginia Woolf zelf. Jinny was ook de bijnaam die haar vader Leslie Stephan haar gaf als kind.
Rhoda is mystiek aangelegd en haar gefragmenteerde identiteit vervaagt steeds als die van een nimf of een schaduw, waarmee ze regelmatig wordt vergeleken. Haar verbinding met de wereld buiten haar eigen geest is fragiel en ze voelt zich beklemd in haar lichaam en in haar ene 'zichzelf'. Ze probeert er telkens aan te ontsnappen, maar haar extreem versnipperde geest drijft haar regelmatig richting de grens tussen mystiek en waanzin, wat haar ook weer benauwt. Rhoda lijkt eveneens op Virginia Woolf.
Dan is er nog een zevende, stille figuur: Percival. Hij is aanvoerder van een sportteam, jager en wordt door Bernard 'een held' genoemd. Percival staat symbool voor de 'conventionele' literaire personages, overtuigd van het bezitten van een enkele, gehele persoonlijkheid, een aanname waarop Woolf kritiek levert, maar waarnaar haar personages en zijzelf desondanks worden getrokken, 'als motten naar licht'.

## Achtergrond
In de jaren twintig groeide het succes van Virginia Woolf gestaag. De in 1927 gepubliceerde roman To the Lighthouse (Naar de Vuurtoren) werd zeer goed ontvangen en was ook een commercieel succes. In 1928 verscheen Orlando. Hoewel Woolf inmiddels een reputatie had opgebouwd als iemand die je gelezen behoorde te hebben, wilde je je op enige wijze als intellectueel profileren, werd ze nog steeds als een lastige auteur beschouwd, die op een vreemde manier schreef. Orlando was een opluchting: deze high-brow auteur schreef eindelijk iets eenvoudigs, rechtlijnig en amusant verteld. In de eerste zes maanden werden 8104 exemplaren verkocht, zodat het echtpaar Woolf van alle financiële zorgen verlost werd.